# Medard
Medard je mužské jméno germánského původu. Jeho vznik je vykládán jako spojení dvou slov macht – „moc, síla“ a hardus – „tvrdý, statečný, silný“. Význam jména je tak „ten, kdo je silný“.
Domácké podoby jména zahrnují Medek, Medík, Med, Medardek, Medardík, Dard, Dardek či Dardík. Se jménem se lze setkat i v dalších evropských jazycích, ve francouzštině má podobu Médard, v italštině a španělštině Médardo, v němčině pak Medard.
V českém občanském kalendáři má svátek 8. června.

## Statistické údaje
Následující tabulka uvádí četnost jména v ČR a pořadí mezi mužskými jmény ve srovnání dvou roků, pro které jsou dostupné údaje MV ČR – lze z ní tedy vysledovat trend v užívání tohoto jména:
| Rok  | Četnost | Pořadí |
| 1999 | 18      | 750.   |
| 2002 | 16      | 807.   |
| 2006 | 17      | 1430.  |
| 2013 | 26      | 1938.  |
| 2016 | 29      | 1898.  |

## Známí nositelé jména
- Svatý Medard – francký biskup
- Medardo Rosso – italský impressionista
- Medard Boss – švýcarský psychiatr
- Médard Ferrero – francouzský harmonikář

## Pranostika
Medardova kápě, čtyřicet dní kape.
Když na Medarda prší, voda břehy vrší.